# Lieder so schön wie der Norden
Lieder so schön wie der Norden war ein Liederwettbewerb, der zwischen 1990 und 1993 veranstaltet wurde. Die Niedersächsische Landesregierung rief den Wettbewerb mit dem Ziel ins Leben, neue volkstümliche Lieder über norddeutsche Themen zu schaffen. Schirmherr des Wettbewerbs war 1990 und 1991 Ministerpräsident Ernst Albrecht.
15 Titel qualifizierten sich jeweils für das Finale. Beim Bewerb 1990 wählte eine Jury aus 2.600 Einsendungen 46 Titel aus, die sich im Rundfunk dem Publikum zur Wahl der 15 Finalisten stellten. Bei den Bewerben 1991 bis 1993 wählte jeweils eine Jury aus zahlreichen Einsendungen die 15 Finalisten aus. Das Finale der Bewerbe wurde jeweils vom Norddeutschen Rundfunk (NDR) innerhalb der ARD live übertragen. Nach Vorstellung der Titel konnten die Fernsehzuschauer per TED ihren Favorit wählen.
Die fünfzehn Finaltitel erschienen zusammen mit dem von den Nordlichtern gesungenen Titelsong der Fernsehsendung (Musik: Jean Frankfurter, Text: Irma Holder) jeweils auch auf einer CD. Der teilweise auch als „Grand Prix des Nordens“ bezeichnete Liederwettbewerb fand nach 1993 nicht mehr statt. Die Sendung wurde vom NDR lediglich als Unterhaltungssendung in loser Folge fortgesetzt.

## Teilnehmer
| Startnr. | Interpret            | Titel                                     | Platz | %    |
| -------- | -------------------- | ----------------------------------------- | ----- | ---- |
| 3        | Godewind             | Regenbogenkinder                          | 1     | 15,5 |
| 15       | Nordwind             | Leben auf der Hallig                      | 2     | 13,9 |
| 2        | Bianca               | Ich träume in der Heide                   | 3     | 11,3 |
| 10       | Peter Petrel         | In Hamburg ist noch Licht an              | 4     | 9,4  |
| 12       | Speelwark            | Moin, moin                                | 5     | 8,0  |
| 6        | Muskelkater          | Watt wär'mer ohne Wattwürmer              | 6     | 7,9  |
| 4        | Finkwarder Speeldeel | Solang der alte Michel                    | 7     | 5,4  |
| 8        | Pat und Paul         | Zwischen Harz und Heide                   | 8     | 5,1  |
| 5        | Werner Böhm          | Wenn die Kirschblüten blühn im Alten Land | 9     | 4,6  |
| 13       | Die Zwei             | Muscheln und Wind                         | 10    | 4,1  |
| 1        | Crew Maritim         | Wir segeln von Travemünde bis nach Kiel   | 10    | 4,1  |
| 11       | Janice und Thomas    | Adieu, du schönes Land                    | 12    | 4,0  |
| 7        | Werner Spohn         | Hier bin ich zuhaus                       | 13    | 2,6  |
| 9        | Häppi Platt          | De Angler-Shanty                          | 14    | 2,4  |
| 14       | Annegret Behrend     | Der Norden erwacht                        | 15    | 1,7  |

1990 gewann die Gruppe Godewind mit Regenbogenkinder, das von Gerd Jürgen Ohl komponiert und Jürgen Rust getextet wurde. Albrecht überreichte den Siegern eine Trophäe in Form eines weißen springenden Rosses („Niedersachsenross“).
| Startnr. | Interpret                  | Titel                                  | Platz | %    |
| -------- | -------------------------- | -------------------------------------- | ----- | ---- |
| 13       | Mühlenhof Musikanten       | Luster mal mien Kind                   | 1     | 15,2 |
| 14       | Dirk Busch                 | Liebst Du auch den rauhen Wind         | 2     | 11,1 |
| 10       | Nordwind                   | Die Sterne von Friesland               | 3     | 10,4 |
| 15       | Marion und Wolfgang        | Snack Platt                            | 4     | 9,4  |
| 6        | Dorthe Kollo               | Heimat ist nicht bloß ein Wort         | 5     | 7,7  |
| 7        | Speelwark                  | Am Nordseestrand                       | 6     | 7,2  |
| 3        | Janny, Du und Ich          | Links is'n Meer und rechts is'n Meer   | 7     | 5,7  |
| 11       | Uwe Friedrichsen           | Wo geiht alln's hin                    | 7     | 5,7  |
| 8        | Patrizius                  | So wie damals Hermann Löns             | 9     | 5,6  |
| 5        | Karl Timmermann            | Leuchtturm                             | 10    | 5,5  |
| 9        | Marieke                    | An de Waterkant                        | 11    | 5,4  |
| 12       | Verena                     | Hoch im Norden                         | 12    | 4,0  |
| 1        | Tony und die Strandpiraten | Lüd wunne Woderkant                    | 13    | 2,9  |
| 4        | Regenbogen                 | Gute Nacht auf Platt                   | 14    | 2,3  |
| 2        | Werner Böhm                | Bis zum Fischmarkt frühmorgens um acht | 15    | 1,8  |

Die Mühlenhof Musikanten siegten 1991 mit dem Lied Luster mal mien Kind von Marianne Scheelken. Den Siegern wurde eine Trophäe in Form eines „Goldenen Leuchtturms“ überreicht.
| Startnr. | Interpret                     | Titel                                 | Platz |
| -------- | ----------------------------- | ------------------------------------- | ----- |
| 15       | Nordwind                      | Ein Fischerleben                      | 1     |
| 7        | Marion und Wolfgang Thomasius | Barfuß über'n Strand                  | 2     |
| 4        | Gaby Albrecht                 | Im Dorfkrug nebenan                   | 3     |
| 13       | Marike                        | An der Küste entlang                  | 4     |
| 13       | Antje                         | Verliebt in Norddeutschland           | 5     |
| 2        | Muskelkater                   | Eine UFO über'm Watt                  | 6     |
| 14       | Timmerhorst                   | Mast- und Schotbruch-Samba            | 7     |
| 12       | De Plattfööt                  | Wir sind die Cowboys von Nord-Germany | 8     |
| 10       | Ernst Herzner                 | Sturmvögel                            | 9     |
| 6        | Fiede Kay                     | De Buersfru ut Fresenland             | 10    |
| 1        | Speelwark                     | Wolkenstürmer                         | 11    |
| 9        | Godewind                      | Boot auf dem Strom                    | 12    |
| 5        | Kurt Schulzke                 | Im Krabbenpul'n bist Du die Nr. 1     | 13    |
| 8        | Tony                          | St. Pauli ist kein Klösterchen        | 14    |
| 3        | Tinkeltuten                   | Harfs in Freesland                    | 15    |

1992 erhielt die Gruppe Nordwind mit 21,9 % der Stimmen den größten Zuspruch. Ihr Lied Ein Fischerleben hatte Rudolf Müssig komponiert und Guido Müller getextet. Den Siegern wurde eine Trophäe in Form eines „Gläsernen Leuchtturms“ überreicht.
| Startnr. | Interpret                     | Titel                                  | Platz | %    |
| -------- | ----------------------------- | -------------------------------------- | ----- | ---- |
| 2        | Margot Eskens                 | Auch Matrosen haben Heimweh            | 1     | 13,1 |
| 11       | Jonny Hill                    | Kleine Helden auf großer Fahrt         | 2     | 13,0 |
| 15       | Heimatduo Judith und Mel      | Alles klar, alles klar                 | 3     | 12,4 |
| 13       | Dorthe Kollo                  | Es gibt eine nordische Sage            | 4     | 8,8  |
| 7        | Hannelore                     | Die Kirschen im Alten Land             | 5     | 7,2  |
| 12       | Speelwark                     | Soltwind                               | 6     | 6,6  |
| 9        | Gottlieb Wendehals            | Wenn die Gänseblümchen blühn           | 7     | 6,3  |
| 8        | Godewind                      | Nordische Farben                       | 8     | 5,7  |
| 10       | Marieke                       | Möwen im Wind                          | 9     | 5,3  |
| 6        | Peter Sebastian               | Weites Land                            | 10    | 5,2  |
| 4        | Marion und Wolfgang Thomasius | Unser Norden ist noch schöner geworden | 11    | 5,0  |
| 14       | Nordwind                      | Das ewige alte Lied vom Meer           | 12    | 4,9  |
| 1        | Finkwarder Speeldeel          | Wir sind gar nicht so stur             | 13    | 2,4  |
| 3        | Jochen Kunze                  | Menschen am Meer                       | 14    | 2,2  |
| 5        | Kielwater                     | Regenpfeifer                           | 15    | 1,9  |

Die Zuschauer wählten Margot Eskens zur Siegerin des Wettbewerbs Lieder so schön wie der Norden 1993 fest. Ihr Lied Auch Matrosen haben Heimweh hatte Günther Behrle komponiert und getextet. Der Siegerin wurde eine Trophäe in Form eines „Gläsernen Leuchtturms“ überreicht.

## Belege
1. 1 2 3  Hans-Juergen Fink: Der Norden schlägt zurück – Gesangswettbewerb der Flachländer. In: Hamburger Abendblatt. Nr. 57, 8. März 1990, S. 16. Auf Abendblatt.de (PDF; 2,06 MB), abgerufen am 14. April 2022.
2. ↑  Godewind – Regenbogenkinder. In: Song. Schweizer Hitparade, 2022. Auf Hitparade.ch, abgerufen am 14. April 2022.